# 2354 Lavrov
2354 Lavrov (1978 PZ3) là một tiểu hành tinh vành đai chính được phát hiện ngày 9 tháng 8 năm 1978 bởi L. Chernykh và N. Chernykh ở Nauchnyj.